# Gérard Delahaye
Pour les articles homonymes, voir Delahaye (homonymie).
Gérard Delahaye, de son vrai nom Gérard Guillou, né le 1er mai 1948 à Morlaix en Bretagne, est un auteur-compositeur-interprète. Il chante aussi pour les enfants, abordant toutes sortes de sujets, humoristiques ou non.

## Biographie
Né dans une famille d'officiers mariniers bretons, Gérard est envoyé très jeune au Prytanée Militaire de La Flèche pour y effectuer sa scolarité. C'est là qu'il apprend à jouer de son premier instrument, l'harmonica, puis la guitare dans les années 1960. Il rejoint l'orchestre de l'école - « Jazz P'tit Bah' », où il apprend les bases du blues, de l’improvisation, du swing, et la rigueur d’un groupe.
En famille, on écoute du Charles Trenet, Maurice Chevalier, mais aussi Gloria Lasso, Dario Moreno, Gilbert Bécaud, Jacques Brel, Georges Brassens... Mais pas une note de musique bretonne, à part quelques cornemuses entendues dans la rue à l'occasion du Festival interceltique, qui avait lieu à Brest à ses débuts. À l'école, c'est Johnny, Les Chaussettes noires, Les Chats sauvages, Elvis, Ray Charles, les Shadows.
Ne souhaitant pas être militaire, Gérard quitte la Flèche en 1966 et retourne à Brest où il participe à quelques radios crochets (les Tréteaux chantants) et se fait embaucher comme chanteur par des orchestres locaux de bal (Jean Gillet, Henri Mougeat...). En 1968, il se rend à Besançon où il fait la connaissance de musiciens qui jouent et chantent du Graeme Allwright, Woodie Guthrie, Tom Paxton. Il découvre ainsi le folk américain, et ouvre son jeu de guitare au picking, et flat picking. En quelques mois naissent les « Kangourous », genre de skiffle band, où Gérard et ses nouveaux compagnons chantent ce répertoire, mais aussi Bob Dylan et Hugues Aufray. Rentré à Brest, il crée avec Jacques Materne sur le modèle des Hootenannies, un folk-club, dans les baraques du « patronage laïque Guérin ». Il fait alors des rencontres déterminantes, Manu Lannhuel, qui chantait des airs tziganes, Annkrist, qui avait déjà un univers bien personnel et Patrik Ewen, surtout, qui allait devenir son grand ami.
Gérard Delahaye sort en 1972 un premier 45 tours chez Kelenn. Il comprend deux titres: La Femme et Les Tonneaux. Le texte de présentation est signé par Michel Jestin.
En 1973, Gérard crée la coopérative Névénoé avec Patrik Ewen. Melaine Favennec les rejoint l'année suivante. Kristen Noguès, Annkrist, le poète Yvon Le Men et le groupe rock Storlok intègrent aussi la coopérative qui prend fin en 1979.
Névénoé permettra la production du premier album de Gérard, La Faridondaine. Les recettes et dépenses sont toutes assumées en commun et la production se fait aussi par souscription commune. En 1976, un deuxième album voit le jour, Le Grand Cerf-volant puis un troisième, Le Printemps, en 1978, qui connaît un grand succès et lui ouvre les portes de scènes et festivals nationaux.
De 1983 à 1987, il produit et anime l'émission Merlin Arkenciel, sur FR3 Bretagne Pays de Loire, en compagnie de Patrik Ewen, un programme pour la jeunesse pour lequel seront écrits et interprétés quelque 250 scénarios, et utilisé un générique musical à base de « jeux de langue » syllabiques en yaourt, proches du scat. Dans le cadre de cette émission pour les enfants, il crée les premiers exemplaires d'un module de 12 × 5 min (12 chansons) : Dessine moi une chanson, réalisé par Serge Danot (Le Manège enchanté) sur des illustrations de Loïc Jouannigot (La Famille Passiflore). Les chansons enregistrées pour cette série sont réunies dans l'album La Princesse Dorothée, qui sort à la fin de 1984. Cet album marque le début d'une seconde carrière, consacrée aux enfants.
Gérard Delahaye n'a pas abandonné pour autant son répertoire pour adultes : en 1991 est sorti l'album La Mer au cœur puis en 2001 Guillou pour les intimes, deux albums de ballades dans un univers de guitare acoustique. Entre les deux, en 1997, La Ballade du Nord-Ouest, où il tente de marier ses chansons à un monde musical breton et celtique.

### Trio EDF

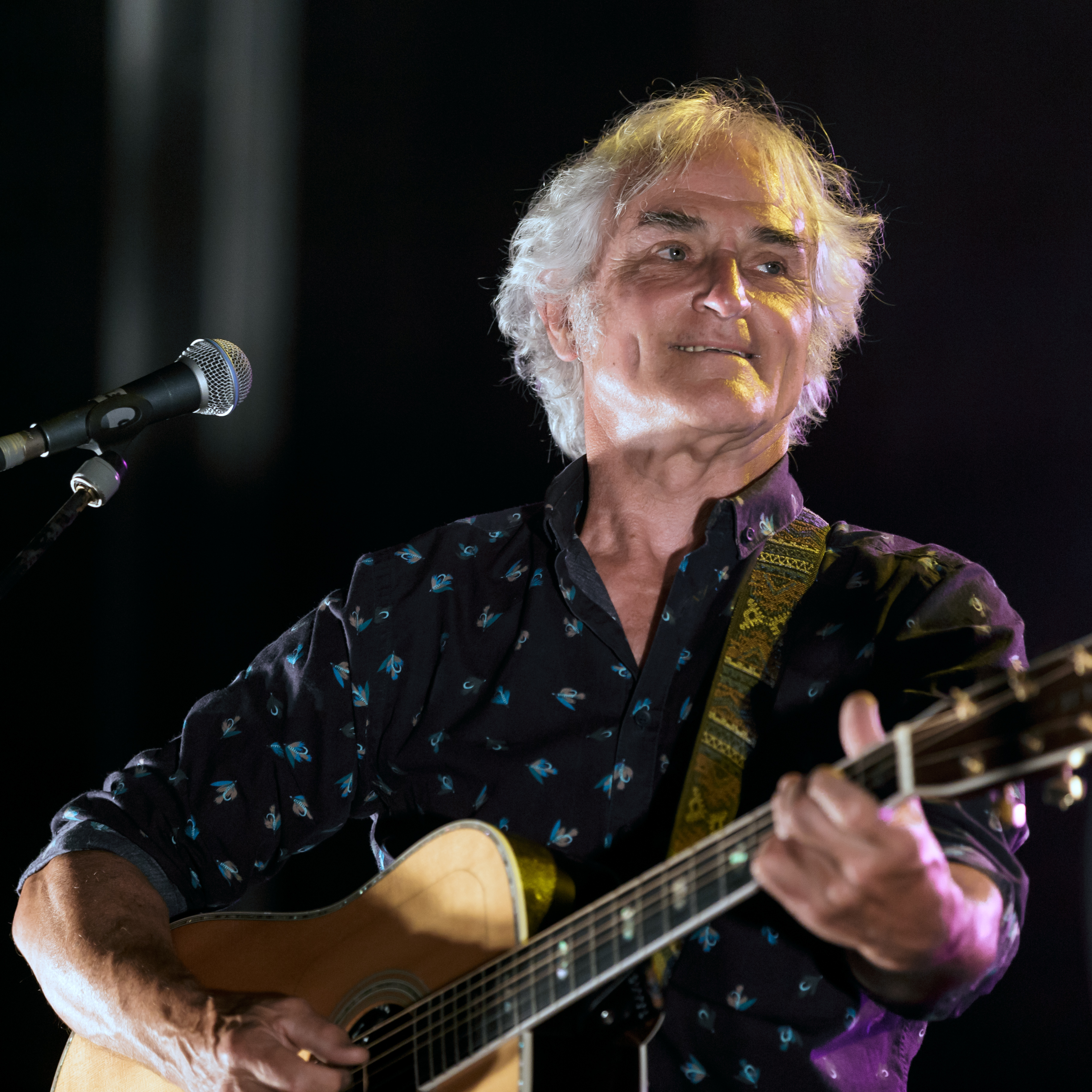
Concert du Trio EDF

Dans les années 2000, il retrouve sur scène ses amis Patrick Ewen et Melaine Favennec avec lesquels il forme le Trio EDF (Ewen-Delahaye-Favennec). Le répertoire du groupe est fait des compositions des uns et des autres, mais aussi de reprises de musique bretonne et celtique. Six albums et un DVD sont issus de cette collaboration, où le groupe chante des chansons qui font la part belle à l'humour, au conte, à la poésie et au merveilleux.

## Discographie

### Albums
- 1973 : La Faridondaine, premier disque produit par la coopérative Névénoé
- 1976 : Le Grand Cerf-volant, éd. Névénoé
- 1978 : Le Printemps, Névénoé (Réédition Dylie Productions)
- 1982 : Week-end & Co, éd. Pluriel. Grand prix de l'Académie Charles-Cros.
- 1991 : La Mer au cœur, Dylie Productions
- 1992 : Delahaye, 1973-1992, éd. Pluriel. Compilation + 2 titres originaux, dont l'un avec Dan Ar Braz et l'autre avec Pierre Bensusan
- 1997 : La Ballade du Nord-Ouest, Dylie/Coop Breizh
- 2001 : Guillou pour les intimes, Dylie/Coop Breizh
- 2012 : Rue Poullic al Lor, Dylie/Coop Breizh
- 2022 : Jardin d'Eden, Dylie/ Coop Breizh

Pour les enfants :
- 1976 : Le Crabe vert et la Princesse Dorothée : 45t /17cm - Névénoé
- 1984 : La Princesse Dorothée, Dylie Productions
- 1990 : Chansons de toutes les couleurs, Dylie Productions
- 1992 : Aujourd'hui je suis Père Noël, Studio SM
- 1994 : Ça tourne toujours, Dylie Productions
- 1998 : Hop là!, Dylie Productions
- 2000 : Nuit blanche sur l'Île Noire, (En public) L'OZ Production
- 2004 : Vive l'amour !, Dylie Productions
- 2006 : Quelle drôle de Terre, Dylie Productions
- 2008 : 1+1=3, Dylie Productions
- 2010 : 1000 chansons, Dylie Productions
- 2017 : Hip Hip Hip…Pirates, Dylie Productions

### Collaborations
Trio Ewen Delahaye Favennec
2019 : En route pour la gloire (Dylie Productions)
1. Jardin d'amour  - 3:03
2. Ballade du Montenegro - 3:46
3. Blarney Stone - 2:48
4. La mer qui donne - 2:41
5. Val de Vilaine -3:26
6. Daeloù et baradoz - 4:08
7. Roulez les années - 3:00
8. Vieux pommier - 3:48
9. Pluie d'été - 3'45
10. Troadic kamm -3:32
11. La civilisation - 4:10
12. trop c'est trop - 2:52
13. Stéphane Grappfleury - 8:30

Avec Yvon Le Men et Patrik Ewen :
```
1996 : Vers l'extrême Nord du monde, CD, Production Kerig
```

Avec Nono (dessinateur) et Patrik Ewen (coscénariste)
- 1999 : La Gavotte des korrigans : la légende de Ronan Keradalan, éditions Keltia Graphic. Bande dessinée coscénarisée par Gérard Delahaye, racontant les rencontres extraordinaires que fait un musicien rentrant d'une noce.

### Documentaire
- Salut les vieux frères ! Kan Tri, film d'Alain Gallet, 2004, Aligal Production / France 3 Ouest, 52 min.